# شفيق بنشقرون
شفيق بنشقرون (بالفرنسية: Chafik Benchekroun)‏ هو مؤرخ وكاتب روائي مغربي وأستاذ لمادتي التاريخ والجغرافيا.